# Rajindra Campbell
Rajindra Campbell (29 febbraio 1996) è un pesista giamaicano.

## Biografia
Nel 2015 partecipa ai campionati panamericani juniores, dove si classifica quinto nel lancio del disco da 1,750 kg.
Nel 2023, dopo essersi laureato campione giamaicano assoluto del getto del peso, partecipa nella medesima disciplina ai campionati mondiali di Budapest, dove, grazie alla misura di 20,83 m in qualificazione, riesce a qualificarsi per la finale, durante la quale però non riesce a effettuare lanci validi. Tre mesi dopo si classifica ottavo nel getto del peso ai Giochi panamericani di Santiago del Cile.
Nel 2024 si riconferma campione giamaicano assoluto del getto del peso e scende in pedana ai campionati mondiali indoor di 2024, dove però conclude la gara con tre lanci nulli in finale. Alle Olimpiadi di Parigi dello stesso anno conquista la medaglia di bronzo, alle spalle degli statunitensi Ryan Crouser e Joe Kovacs.

## Record nazionali
- Getto del peso: 22,22 m ( Madrid, 22 luglio 2023)

## Progressione

### Getto del peso
| Stagione | Misura     | Luogo        | Data      | Rank. Mond. |
| -------- | ---------- | ------------ | --------- | ----------- |
| 2024     | 22,16 m(i) | Madrid       | 23-2-2024 |             |
| 2023     | 22,22 m    | Madrid       | 22-7-2023 | 7º          |
| 2022     | 20,18 m(i) | Fayetteville | 18-2-2022 | 70º         |
| 2021     | 19,99 m    | Allendale    | 29-5-2021 | 88º         |
| 2020     | 20,07 m(i) | Pittsburg    | 1-3-2020  | 62º         |
| 2019     | 18,43 m    | Kingsville   | 25-5-2019 | 247º        |
| 2017     | 16,19 m    | Wichita      | 15-4-2017 | 926º        |
| 2016     | 15,55 m    | Levelland    | 18-5-2016 | 1277º       |

## Palmarès
| Anno | Manifestazione                   | Sede     | Evento           | Risultato | Prestazione | Note                                     |
| ---- | -------------------------------- | -------- | ---------------- | --------- | ----------- | ---------------------------------------- |
| 2015 | Campionati panamericani juniores | Edmonton | Lancio del disco | 5º        | 52,80 m     |                                          |
| 2023 | Mondiali                         | Budapest | Getto del peso   | Finale    | nm          |                                          |
| 2023 | Giochi panamericani              | Santiago | Getto del peso   | 8º        | 19,27 m     |                                          |
| 2024 | Mondiali indoor                  | Glasgow  | Getto del peso   | Finale    | nm          |                                          |
| 2024 | Giochi olimpici                  | Parigi   | Getto del peso   | Bronzo    | 22,15 m     |                                          |
| 2025 | Mondiali indoor                  | Nanchino | Getto del peso   | 9º        | 20,45 m     | Miglior prestazione personale stagionale |

## Campionati nazionali
- 2 volte campione giamaicano assoluto del getto del peso (2023, 2024)

2023
- Oro ai campionati giamaicani assoluti, getto del peso - 21,04 m

2024
- Oro ai campionati giamaicani assoluti, getto del peso - 20,01 m

## Altre competizioni internazionali
2024
- 6º al Czech Indoor Gala ( Ostrava, getto del peso - 20,76 m (i)
- Oro al Villa de Madrid ( Madrid), getto del peso - 22,16 m (i)
- 7º al Prefontaine Classic ( Eugene), getto del peso - 20,68 m
- Bronzo al Memorial Van Damme ( Bruxelles), getto del peso - 21,95 m

2025
- Argento al Meeting international Mohammed VI d'athlétisme de Rabat ( Rabat), getto del peso - 21,95 m
- Bronzo al Golden Gala Pietro Mennea ( Roma), getto del peso - 21,64 m